# Runway Awareness & Advisory System
Das Runway Awareness and Advisory System (RAAS) ist ein von Honeywell International entwickeltes Computersystem zur Unterstützung von Piloten. Es gibt der Crew akustische Hinweise im Bezug auf Start- und Landebahnen aus und soll die Flugbesatzung in erster Linie dazu anregen, die angepeilte Bahn mit der von der Flugsicherung zugeteilten (oder freigegebenen) Start- bzw. Landebahn zu vergleichen, um Verwechslungen zu verhindern.

## Modi
Als Beispiel dient hier die Start- und Landebahn 07R
- Mode 1, Annäherung an Startbahn/Anflug auf Landebahn – englisch approaching runway

Hinweismeldung: „APPROACHING ZERO SEVEN RIGHT“, anschließend „ON RUNWAY ZERO SEVEN RIGHT“, auf dem Navigation Display „APP 07R“ und „ON 07R“
Am Boden: Verlässt die Maschine den Haltepunkt (eng. holdingpoint) und befährt die Startbahn, wird die entsprechende Hinweismeldung akustisch sowie visuell ausgegeben.
Im Anflug: Während des Endanflugs im sog. Gleitpfad (eng. Glideslope) der jeweiligen Landebahn wird die Hinweismeldung ausgegeben.
- Mode 2, Unsicherer Anflug – englisch unstable approach

Hinweismeldung: „UNSTABLE, UNSTABLE“ „TOO HIGH, TOO HIGH“ „TOO FAST, TOO FAST“
Ist die Gleitpfadabweichung zu groß oder übertritt die Maschine die Anfluggeschwindigkeit außerhalb der Toleranz für eine sichere Landung (eng. unstable landing), wird eine entsprechende Hinweismeldung ausgegeben.
- Mode 3, Anflug auf Rollweg – englisch taxiway landing

Hinweismeldung: „CAUTION TAXIWAY, CAUTION TAXIWAY“
Droht das Flugzeug, eine Landung auf einem Taxiway anzupeilen, ertönt im Cockpit die Warnung.
- Mode 4, Lange Landung (siehe Landung) – englisch long landing

Hinweismeldung: „LONG LANDING, LONG LANDING“
Beim Praktizieren einer langen Landung (geplantes Aufsetzen weit hinter dem Aufsetzpunkt) wird ein Hinweis inklusive Information über verbleibende Landebahnlänge in Fuß (je nach Programmierung auch in Metern) ausgegeben.
- Mode 5, Start ohne Klappenkonfiguration – englisch takeoff without t.o. config

Hinweismeldung: „FLAPS, FLAPS“
Befindet sich das Luftfahrzeug auf einer Startbahn, ohne die Auftriebshilfe in Startkonfiguration zu haben, wird die Hinweismeldung ausgegeben.
- Mode 6, Abheben auf Rollbahn – englisch taxiway takeoff

Hinweismeldung: „ON TAXIWAY, ON TAXIWAY“
Übersteigt die Maschine eine Geschwindigkeit von 41 Knoten außerhalb der Startbahn, ertönt der Hinweis.